# 商輅
商輅（1414年3月16日—1486年8月17日），字弘載，號素庵，一作素菴，谥文毅，浙江淳安人，祖籍河南開封，明朝政治人物。宣德乙卯解元，正統乙丑連中會元、狀元。官至吏部尚書、謹身殿大學士。

## 生平

### 宣德、正统年间
永樂十二年（1414年）二月二十五日出生。家贫，父祖皆不仕，祖父是獵户和樵夫，父亲在严州府衙充役小吏。商輅早年即為學諭王瑞所器重，宣德十年（1435年）舉鄉試第一，後來屢試不中，遂在太學潛心讀書十年，深受國子監祭酒李時勉賞識，于正統十年（1445年）舉會試第一，繼而殿試第一，三元及第，在明代只有被朱棣除名的黄观（黄觀為連中三元）和他有此殊榮。商輅及第后，除翰林院修撰，與劉儼等十人進學東閣。土木之變後，郕王監國，以陳循、高谷舉薦，進入內閣參贊機務。徐珵曾建議遷都，商輅則力阻。同年冬，進翰林院侍讀。

### 景泰、天順年間
景泰元年（1450年）遣迎太上皇於居庸關，晋升學士。景泰三年（1452年）錦衣衛指揮使盧忠舉告太監阮浪、內使王瑤意圖扶植太上皇復位，明代宗大怒，逮捕兩人下詔獄。後來盧忠找同寅占卜，同寅告訴他：“這是不吉利的兆象，即使一死也無法化解。”盧忠因恐懼裝瘋。商輅進言稱其不足信，於是盧忠一併下獄，後以他罪連坐降為事官，王瑤被殺，阮浪被囚。景泰五年（1454）代宗易儲，后晋升商輅為兵部左侍郎，兼任左春坊大學士。當時河南饑荒，商輅請墾荒給糧。之後，鐘同、章綸下獄，均由商輅力救得免。《寰宇通誌》成，加兼太常寺卿。
景泰七年（1456年）代宗病重，群臣請建東宮，不予批准。商輅繼奏稱：「陛下宣宗章皇帝之子，當立章皇帝子孫。」聞者感動。因為日暮，奏未入，而同夜石亨等人已迎復上皇復位。此日，王文、于謙等被收拿，召商輅與高谷入殿，让他们起草復位詔书。石亨私下請其增加條款，遭到商輅拒絕。石亨不悅，命言官彈劾商輅，商輅於是下獄。商輅自訴《復儲疏》在禮部，可以覆驗，沒有得到回覆。當時中官興安稍微解釋，英宗更加震怒，興安則稱：「向者此輩創議南遷，不審置陛下何地。」英宗稍解，於是改釋商輅為民。後來，英宗常自言自語道：「輅，朕所取士，嘗與姚夔侍東宮」，不忍棄之。但因忌恨者多，竟不敢復用。

### 成化年間
成化三年（1467年）明憲宗召商輅入京，恢復其內閣官職。商輅疏辭，憲宗稱：「先帝已知卿枉，其勿辭。」商輅於是進言陳勤學、納諫、儲將、防邊、省冗官、設社倉、崇先聖號、廣造士法凡八事。得到憲宗嘉獎採納，而當時羅倫、孔公恂等均恢復官職。
次年，天有彗星，给事中董旻、御史胡深等弹劾朝中不稱職的大臣，言及商輅。御史林誠詆毀其曾經參與易儲，不宜用，憲宗不聽。商輅因此求罷免，憲宗大怒，命朝廷逮捕言官，并欲加重譴。商輅則稱：“當時我曾經請陛下寬待言官，現在又指責他們，恐不公允。”憲宗欣慰，只是廷杖董旻幾人后恢復官職。之後，商輅進兵部尚書。久之，改戶部尚書。《宋元通鑒綱目》成，改兼文淵閣大學士。皇太子立，加太子少保，進吏部尚書。成化十三年（1477年）進謹身殿大學士。
商輅為人平粹簡重，寬厚有容，大事決議均毅然莫能奪。仁壽太后莊戶與民爭田，明憲宗欲徙民至塞外。商輅稱：「天子以天下為家，安用皇莊為？」此事方息。乾清宮門起火，工部請派人在四川、湖廣地區采木，商輅請少緩，得到批准。悼恭太子去世后，明憲宗因繼嗣為憂。當時紀氏生皇子朱祐樘，已經六歲，但左右內臣均畏懼萬貴妃而不敢言。之後，张敏告訴憲宗，憲宗大喜，欲宣示外廷，遣中官至內閣諭意。商輅請敕禮部擬上皇子名，於是廷臣相率稱賀。憲宗命朱祐樘見廷臣。即日后，憲宗抵文華殿，命朱祐樘侍，召見商輅及各位內閣大臣。商輅頓首請立皇太子，使得安中外心。明憲宗點頭同意。同年冬，遂立朱祐樘為皇太子。當時，憲宗召見皇子留在宮中，而其母紀氏仍在西內。商輅擔心萬貴妃加害紀氏，卻又難以直言，於是和同官上疏稱，皇子母子亦就近居住，而請紀氏遷入西六宮、永壽宮，封紀氏為妃。又過一個月，紀妃病終。商輅亦請禮宜從厚，并命司禮監奉皇子、問視、制衰服行禮。
當時，憲宗欲恢復郕王位號，命廷臣商議。商輅極言明景帝有社稷功，應當恢復位號，憲宗於是意決。憲宗還在建玉皇閣於皇宮之北，命內臣執事，禮與郊祀等，商輅則請罷免。此外，太監汪直掌管西廠，屢次製造冤案。商輅率領同官陳十一罪，與憲宗對抗。之後商輅亦說服內閣大臣萬安、劉珝、劉吉等內閣重臣，加上九卿項忠等亦彈劾汪直，當日罷黜西廠。雖然汪直不再掌管西廠，但仍然受寵，遂誣陷商輅收授指揮楊曄賄賂，而御史戴縉再次歌頌汪直功勞，請恢復西廠，商輅於是力求離去。后詔加少保，賜敕馳傳歸。商輅既去，士大夫更加俯首侍奉汪直，沒有再敢與之抗者了。
商輅為人坦蕩。錢溥曾經因為不能升遷，而作《禿婦傳》以譏諷商輅；高瑤請恢復明景帝位號，黎淳疏駁，極為詆毀商輅，商輅則均不計較，仍然待于如平日。萬貴妃重視其名，曾經遺金帛甚厚，商輅均力辭，稱：「非上命，不敢承也。」使者告訴萬貴妃，萬氏不悅，商輅此後歸鄉終不再起用。其回鄉后，劉吉路過其家，見其子孫人丁興旺，嘆道：“我劉吉與您共事多年，未曾見您筆下妄殺一人，現在是上天回報您的寬厚啊。”商輅稱：“我只是不敢讓朝廷妄殺一人而已。”十年后，成化二十二年（1486年）七月十八日卒。贈太傅，謚文毅。

## 著作
商輅善書法，但傳世墨跡甚少。著有《商文毅疏稿略》、《商文毅公集》、《蔗山筆塵》，並纂有《續宋元資治通鑑綱目》二十七卷。

## 軼事
商輅與老師洪士直共同在學舍休憩住宿時，夢見一人提著三顆頭，並交與給他。商輅夢醒後，便把夢境中的情節告訴老師，洪說：“這是個好夢啊”後來商輅果真三元及第。

## 相關作品
明代沈受先著有《商輅三元記》，後成為豫劇、越劇、台灣歌仔戲等各地戲曲，以及鼓曲、評彈、台灣唸歌等說唱藝術的表演題材。
| 年分 | 作品               | 演員   |
| ---- | ------------------ | ------ |
| 2019 | 忠孝節義之斷機教子 | 陳亞蘭 |

## 延伸阅读
[在维基数据编辑]
 《國朝獻徵錄·卷之十三》，出自焦竑《國朝獻徵錄》
 《明史卷一百七十六》，出自《明史》
 在维基共享资源阅览影像